# 張錫鵬
張錫鵬（1932年—2005年8月16日）是香港漢寶集團其中一位創辦人及永遠名譽主席，也是頂好海鮮酒家名譽主席。他從事酒樓及飲食業有超過40年經驗，首創把高級食材龍蝦平民化，外號「龍蝦大王」。

## 簡歷
張錫鵬以賣茶葉起家，1960年代開創了20個品牌的酒樓，曾經營過40間酒樓，聘請超過一萬名員工。 1986年與朋友合股在土瓜灣開設首間漢寶酒樓，推出88元一斤龍蝦作招徠，闖出名堂，掀起一股平民海鮮熱潮。
張錫鵬有兩子三女，其中現為無綫電視藝員的幼子張本立負責打理酒樓業務。
2005年3月24號，張錫鵬辭任漢寶集團榮譽主席及非執行董事等職位。同年8月16號因癌症過世，享年73歲，9月1號於世界殯儀館舉行喪禮，翌日出殯，遺體於沙田富山火葬場火化。

## 漢寶酒樓
漢寶酒樓高峰期有18間分店，曾經是全香港最大的酒樓集團。因為分店多，店鋪面積大，在不少地區成為地標，所以有時紅色小巴亦會以「漢寶」作站名。漢寶集團分別於1994年同埋2001年籌備上市但失敗，最終在2002年2月1日上市。2007年1月3日改名為中國能源開發控股有限公司（簡稱：中能控股）（港交所：00228）。